# Vyksa
Vyksa (en russe : Выкса) est une ville de l'oblast de Nijni Novgorod, en Russie. Sa population s'élevait à 45 240 habitants en 2021.

## Géographie
Vyksa se trouve près de l'Oka, un affluent de la Volga, à 29 km au sud-est de Mourom, à 160 km au sud-ouest de Nijni Novgorod et à 292 km à l'est-sud-est de Moscou.

## Histoire
Dès le XVIe siècle, il existait dans la région des ateliers métallurgiques, là où se trouve aujourd'hui l'usine sidérurgique. Dans les années 1760, les frères Ivan et Andreï Batachev, qui avaient été fondeurs dans la ville de Toula, créèrent une fonderie. En 1767 un laminoir fut mis en service et une première colonie ouvrière qui reçut le nom de Vyksa, d'après une petite rivière locale, s'organisa autour de l'usine.
Par la suite l'agglomération s'est développée de manière continue autour du travail de l'acier. De nombreux produits métallurgiques sont fabriqués dont armes, outils, tuyaux, etc.
Vyksa a acquis le statut de ville en 1934 ; quelques années auparavant elle était devenue un chef-lieu de raïon. De 1954 à 1957, elle fit partie de l'éphémère oblast d'Arzamas.

## Population
Recensements (*) ou estimations de la population
| 1897* | 1926*  | 1939*  | 1959*  | 1970*  | 1979*  | 1989*  |
| ----- | ------ | ------ | ------ | ------ | ------ | ------ |
| 8 200 | 10 717 | 26 548 | 40 275 | 46 371 | 53 685 | 61 149 |

| 2002*  | 2010*  | 2012   | 2013   | 2014   | 2015   | 2016   |
| ------ | ------ | ------ | ------ | ------ | ------ | ------ |
| 61 657 | 56 201 | 55 486 | 54 784 | 54 163 | 53 628 | 53 477 |

| 2021   | - | - | - | - | - | - |
| ------ | - | - | - | - | - | - |
| 45 240 | - | - | - | - | - | - |

## Patrimoine
- Le palais des frères Batachev et l'ancienne usine Batachev ont été transformés aujourd'hui en musée de la métallurgie.
- La cathédrale de la Nativité-du-Christ, érigée en 1773, est inscrite au patrimoine culturel d'importance fédérale. C'est le siège de l'éparchie de Vyksa.

## Économie
Le travail du métal reste aujourd'hui au cœur de l'activité des entreprises de la ville. La principale entreprise est :
- OAO Vyksouski Metallourguitcheski Zavod (en russe : Выксунский металлургический завод) : usine sidérurgique fondée en 1757, fabrique des tubes et des produits laminés. Elle employait 18 400 salariés en 2000, 8 660 en 2008 et 12 300 en 2012[3].

On trouve également une fabrique de tubes et de matériel de chantier. A 15 km à l'ouest de la ville, il y a un chantier naval et un port sur le fleuve Oka.
Vyksa possède une gare sur une ligne ferroviaire secondaire qui la relie à Mourom, Nijni Novgorod ainsi qu'à d'autres villes.